# Port Wentworth
Port Wentworth é uma cidade localizada no estado americano de Geórgia, no Condado de Chatham.

## Demografia
Segundo o censo americano de 2000, a sua população era de 3276 habitantes.
Em 2006, foi estimada uma população de 3378, um aumento de 102 (3.1%).

## Geografia
De acordo com o United States Census Bureau tem uma área de 42,7 km², dos quais 42,6 km² cobertos por terra e 0,1 km² cobertos por água. Port Wentworth localiza-se a aproximadamente 7 m acima do nível do mar.

## Localidades na vizinhança
O diagrama seguinte representa as localidades num raio de 16 km ao redor de Port Wentworth.